# Seznam ostrovů na Seině

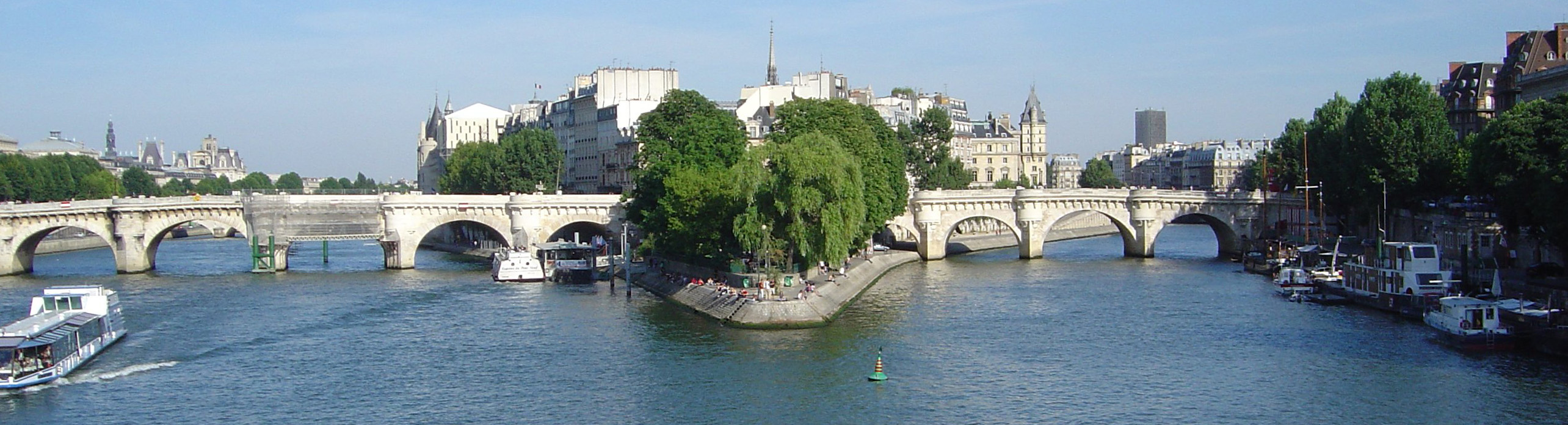
Ile de la Cite

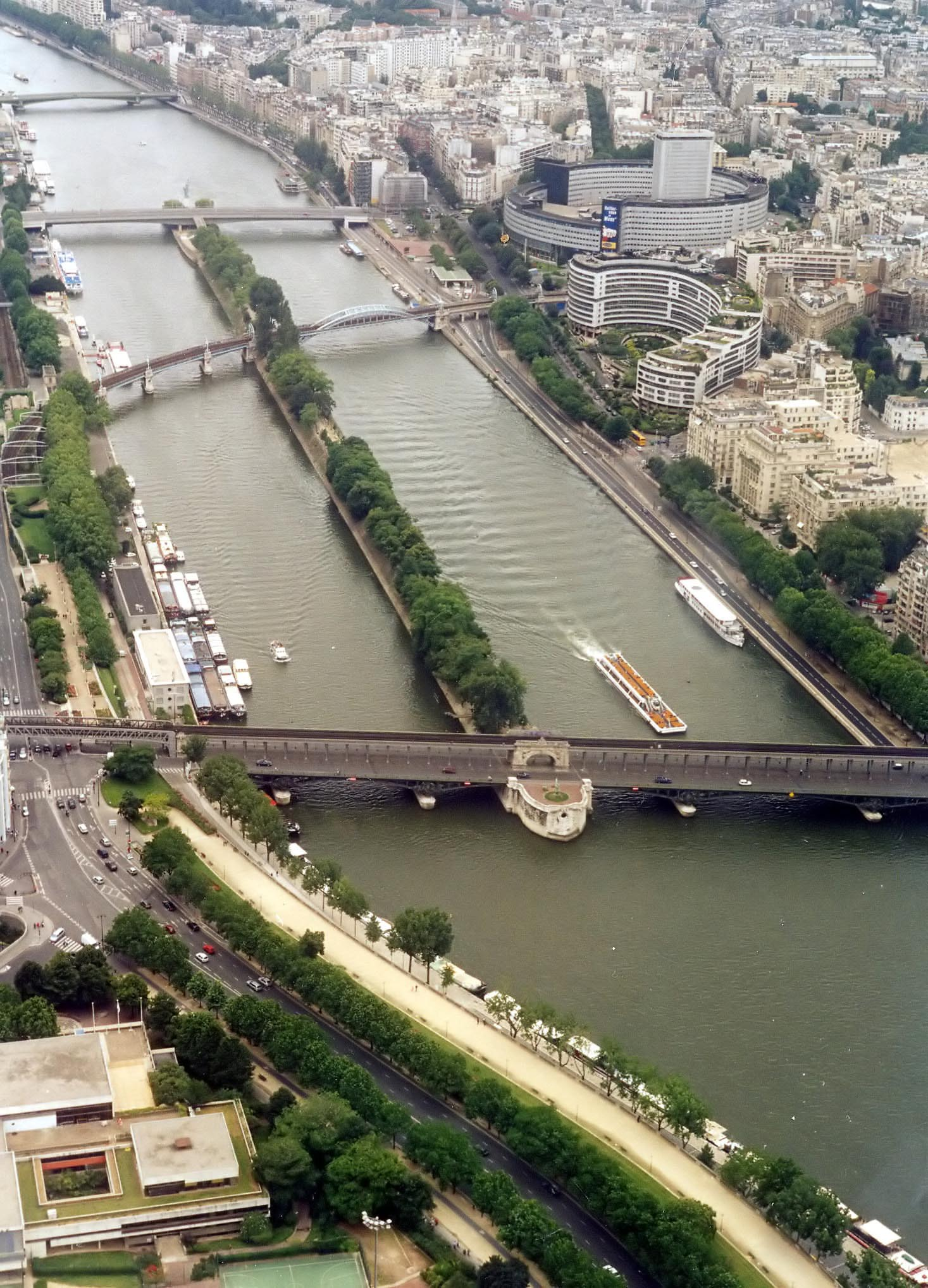
Ile aux Cygnes

Tento seznam obsahuje ostrovy ležící na řece Seině.

## Aube
- Île Olive (Nogent-sur-Seine)

## Seine-et-Marne
- Île Saint-Étienne (Melun)

## Essonne
- Île aux Paveurs (Étiolles)

## Paříž
- Île Saint-Louis
- Île de la Cité
- Île aux Cygnes

## Hauts-de-Seine
- Île Saint-Germain (Issy-les-Moulineaux)
- Île Seguin (Boulogne-Billancourt)
- Île de Puteaux (Puteaux a Neuilly-sur-Seine)
- Île de la Grande Jatte (Levallois-Perret a Neuilly-sur-Seine)

## Seine-Saint-Denis
- Île Saint-Denis (obec L'Île-Saint-Denis)

## Yvelines
- Île des Impressionnistes (Chatou)
- Île de la Loge (Le Port-Marly)
- Île de la Chaussée (Bougival)
- Île Corbière (Le Pecq)
- Île de la Borde (Le Mesnil-le-Roi a Maisons-Laffitte)
- Île de la Commune (Maisons-Laffitte)

## Val d'Oise
- Île d'Herblay (Herblay)

## Yvelines
- Île de Conflans (Conflans-Sainte-Honorine)
- Île Nancy (Andrésy)
- Île de la Dérivation (Carrières-sous-Poissy)
- Île de Migneaux (Poissy)
- Île de Villennes (Villennes-sur-Seine)
- Île du Platais (Médan)
- Île d'Hernières (Médan)
- Île du Fort (Meulan)
- Île Belle (Meulan)
- Île de Mézy (Mézy-sur-Seine)
- Île de Juziers (Juziers)
- Île de Vaux (Vaux-sur-Seine)
- Île de Rangiport (Gargenville)
- Île aux Dames (Limay a Mantes-la-Jolie)
- Île l'Aumône (Mantes-la-Jolie)
- Île de Rosny (Guernes)
- Île de Guernes (Guernes)
- Île d'Herville (Guernes a Rolleboise)

## Yvelines a Val d'Oise
- Île de Saint-Martin-la-Garenne - Saint-Martin-la-Garenne a Vétheuil)

## Yvelines
- Île de Haute-Isle (Moisson)
- Île de Bouche (Moisson)
- Grande Île (Bennecourt)
- Île de la Flotte (Bennecourt)

## Eure
- Île du Bac (Saint-Pierre-du-Vauvray)
- Grande Île (Poses-Amfreville-sous-les-Monts)

## Seine-Maritime
- Île Légarée (Cléon a Tourville-la-Rivière)
- Île Durand (Tourville-la-Rivière a Oissel)
- Île de Sainte-Catherine (Tourville-la-Rivière)
- Île aux Bœufs (Oissel)
- Île Mayeux (Tourville-la-Rivière a Oissel)
- Île Grard (Oissel)
- Île de la Crapaudière (Saint-Étienne-du-Rouvray a Belbeuf)
- Île Gad (Amfreville-la-Mi-Voie)
- Île du Jonquay
- Île Lacroix (Rouen)
- Île Potel (Tourville-la-Rivière)